# NEXTスタッフサービス
株式会社NEXTスタッフサービス（ネクストスタッフサービス）は、東京都渋谷区恵比寿1丁目に本拠を置く、人材派遣及びコンサルティングを行う企業。2017年創業のベンチャー企業ながら、ユニークな経営方針で急成長。BPO（ビジネス・プロセス・アウトソーシング）事業にも注力し、全国各所で計1000席の自社センターを立ち上げ運用する。

## 概要
2013年創業、2017年6月設立の人材系ベンチャー企業。アパレル、通信業界、コールセンター、大手EC倉庫、飲食店などを主な顧客とし、人材派遣サービスを展開。新型コロナ禍の最中には、新型コロナウイルス感染症対策における助成金関連の審査センターやワクチン接種のコールセンターなど国策に関連する大型案件なども受注し、急速に売上げを伸長させる。代表者森龍一がYouTubeのリアリティ番組『令和の虎』に出演していることでも知られている。

### 特徴

#### 心のコンディションの可視化
同社は、「あいまいなことを定義して定量的に扱う」ことで、これまでにない人材サービスを提供するという点にこだわり、この観点から、スタッフの心のコンディションを独自開発によるシステムで「見える化」し、最適なマネージメントを行うという独創的な試みを行っている。具体的には、ブラックボックスである「働く人の心のコンディション」を、生体データや主観データなどから最新技術を使った独自のシステムで可視化し、そこで見いだされた課題をその日中にフォローできる専門部署を開設。同社のこのシステムでは、生体データ、主観データ、勤怠データを独自開発によるアルゴリズムで分析し、これまでは勘に頼りあいまいであったものを数値化した。こうした試みは、同社独自のものだが、その結果、派遣スタッフの働きがいとパフォーマンスを引き出すことに成功し、リピートを獲得するなど顧客の支持を得た。また同社では、このテクノロジーを活用した「心のコンディションの可視化」の取り組みをさらに強化すべく、大学とのプロジェクトを進展させるとともに、その後、自社以外にも応用。顧客である企業からの導入希望にもこたえるサービスの展開を始めた。

### CSR活動（SDGs）
「心」と「懐」を豊かにする、とする理念を置き、特にSDGs 5「ジェンダー平等を実現しよう」、及びSDGs 8「働きがいも経済成長も」に注力。

## 事業内容
オフィスワーク、コールセンター、物流倉庫・食品工場、モバイル・アパレル販売、飲食店、保育・介護・看護などへの人材派遣事業。

### 国策関連のプロジェクト
新型コロナ禍以降は、国策にまつわる大型プロジェクトも受注。
以下の事業を展開。
- 新型コロナウイルス感染症対策における助成金関連の審査センターやワクチン接種のコールセンター
- キャッシュレス促進事業
- マイナンバー普及促進事業
- 災害関連事業
- 出口調査関連事業
- エネルギー関連事業
- 国際競技会の会場運営

## 創業者
創業者で現代表の森龍一は1985年長崎生まれで、2006年に21歳で派遣社員として就職。この派遣社員時代の経験に基づき、業界の常識を変えるような、あるいは従業員から見ても、それまでにない魅力的な派遣会社を作りたいとする思いから2013年に起業。当初はガレージからのスタートであった。
森は、2018年12月20日からYouTubeで配信されている、テレビ番組『¥マネーの虎』の続編であるリアリティ番組『令和の虎』に出演し、タレント的な活動も行っている。『令和の虎』での森は、「社会的意義とマーケットでの優位性と経営者の魅力」を判断基準に出資すると語っている。

## 所在地
- 本社オフィス

東京都渋谷区恵比寿1-23-23 恵比寿スクエア1階
- 本社離れ

東京都渋谷区恵比寿1-21-10 えびすアシスト1階
- 五反田第一センター

東京都品川区西五反田7-22-17 TOCビル10F1号
- 五反田第二センター

東京都品川区西五反田7-22-17 TOCビル10F5号
- 大阪本町センター

大阪府大阪市中央区淡路町3-5-13 創建御堂筋ビル4F
- 福岡天神センター

福岡県福岡市中央区天神4-3-30 天神ビル新館2階・5階・6階
出典

## グループ会社
- Enrich MR Holdings
- ファーストスタッフィング

（労働者派遣・紹介予定派遣、ワンデイワーク人材紹介）派13-305309、13-ユ-305961
- Tenki

（労働者派遣・紹介予定派遣、上京支援型人材サービス、リゾート人材サービス ）派13-306184、13-ユ-307445
- ファミリアモサ

（労働者派遣事業・人材会社向け経営コンサルティング）派13-316223、13-ユ-314968
- エスエスパートナー

（労働者派遣、有料職業紹介その他）派13-315785、13-ユ-313815
- アルクススタッフィング

派13-316601
- GOTOHイノベーション

出典

## 受賞歴
ベストベンチャー100、人材力100、
- 人材コンサルティング会社 お客様満足度NO1、
- 人材コンサルティング会社 スタッフ対応満足度NO1
- 人材コンサルティング会社 スピード対応満足度NO1